# Schizopera pontica
Schizopera pontica är en kräftdjursart som beskrevs av Claude Chappuis och Serban 1953. Schizopera pontica ingår i släktet Schizopera och familjen Diosaccidae. Inga underarter finns listade i Catalogue of Life.